# Süderleda
Süderleda (niederdeutsch Suurlee) ist ein Ortsteil der Gemeinde Wanna in der Samtgemeinde Land Hadeln im niedersächsischen Landkreis Cuxhaven. Süderleda ist mit etwa 850 Jahren der älteste Dorfteil Wannas.

## Geografie
Süderleda liegt etwa 23 km südöstlich der Kreisstadt Cuxhaven.

## Geschichte
Im 13. Jahrhundert (um 1230) lässt sich eine Kapelle in Süderleda nachweisen. Süderleda war zu jener Zeit das 4. Kirchspiel des Hadelner Sietlandes. Dort befanden sich auf dem jetzigen Süderledaer Hof die Kirche, der Friedhof und das Predigerhaus. Nach Dokumenten hat im Jahr 1230 die Kirche dort noch gestanden. Diese wurde um 1369 nach Westerwanna verlegt, wobei man das abgebrochene Material nutzte. 1239 verkaufte Herzog Albert von Sachsen den Kirchspielsleuten von Süderleda den Emmelken-Strom. In diesem Zusammenhang finden sich in der Literatur zwei weitere Angaben: „Den Emmelker Strom (Amlake?) aber kaufte das an Ilienworth angrenzende Süderleda im Jahre 1227 von Herzog Albert von Sachsen-Lauenburg“ und „Das zuerst urkundlich nachzuweisende Kirchspiel ist Süderleda, im Jahre 1239, dessen Kirche später, doch vor 1402, nach Wanna verlegt ist“. Diese Hinweise belegen, dass die Besiedelung der angrenzenden Marsch im Land Hadeln auch von Süderleda – neben Lüderskoop, Nordleda und Wanna – ausgegangen sein muss.
Der Friedhof aus dem 14. Jahrhundert ist heute nur noch eine Weide, auf der man aber noch ab und zu Knochen finden kann. Der Teil des Waldes und das Gebiet, auf dem sich Kapelle und Friedhof befanden, werden heute „Haubusch“ genannt, obwohl sie mit dem „Großen Hof“ zusammen, der heute nicht mehr erhalten ist, die Schlagader von Süderleda bildeten. Die Chronik des benachbarten Nordleda schreibt dazu, Zitat: „... zu beachten ist, daß mit Süderleda nicht das heutige gemeint ist, sondern nur die Gegend beim jetzigen Haubusch. Hier sieht man noch die ersten Ansiedlungen, jedenfalls am Nordrande der Geest, in der so genannten „Diekshörn“; hier konnten die Häuser noch auf festem Sandboden errichtet werden, und man wohnte des Verkehrs wegen sehr nahe am Leestrom.“ Diesen historischen Strom – damals ein Nebenfluss der Medem – nannte man die Löh, später Leh oder Lee und die davon südlich gelegene Ansiedlung demzufolge Süderleda (früher auch Süderlede oder Süd-Leda).

## Wirtschaft und Infrastruktur

### Wirtschaft/Unternehmen
Bis ins 20. Jahrhundert lebten zahlreiche Bewohner vom Torfstechen im Ahlenmoor. Informationen zum Ahlenmoor erhält man im Moorinformationszentrum im alten Torfwerk Süderleda.

### Infrastruktur/Verkehr
In Süderleda gibt es 20 Wohngebäude und 3 Straßen. Diese wurden vor 1956 mit einem Fest eröffnet. Die Bezeichnungen lauten: Zum Blöcken, Ortsstraße und Moorweg.